# قاموس وزارة الدفاع للمصطلحات العسكرية وما يرتبط بها
قاموس وزارة الدفاع للمصطلحات العسكرية وما يرتبط بها (بالإنجليزية : Department of Defense Dictionary of Military and Associated Terms) هو مجموعة من المصطلحات المستخدمة من قبل وزارة الدفاع الأمريكية (DOD).
ويحدد القاموس المصطلحات العسكرية الأمريكية القياسية والمصطلحات المرتبطة بها لتشمل النشاط المشترك للقوات المسلحة للولايات المتحدة في كل من العمليات الأمريكية المشتركة والعمليات المشتركة مع الحلفاء ، وكذلك ليشمل القاموس وزارة الدفاع الأمريكية (DOD) ككل ، وتشكل هذه المصطلحات العسكرية إلى جانب تعريفاتها ، مصطلحات وزارة الدفاع الأمريكية المعتمدة للإستخدام العام من قبل جميع مكونات وزارة الدفاع ، وجه وزير الدفاع الأمريكي من خلال توجيه وزارة الدفاع 5025.12 ، بتاريخ 23 أغسطس 1989 ، بتوحيد المصطلحات العسكرية وما يرتبط بها ، أن يتم استخدامه (القاموس) في جميع قطاعات وزارة الدفاع الأمريكية لضمان توحيد المصطلحات العسكرية والمصطلحات المرتبطة بها.
يكمل هذا المنشور قواميس اللغة الإنجليزية القياسية بمصطلحات قياسية للإستخدام العسكري والاستخدام المرتبط بالأمور العسكرية. ومع ذلك ، ليس القصد من هذا المنشور تقييد سلطة قيادة القوة المشتركة (JFC) من تنظيم القوة وتنفيذ المهمة بالطريقة التي تراها القيادة الأكثر ملاءمة لضمان توحيد الجهد في إنجاز المهمة الشاملة.

## روابط خارجية
- قاموس وزارة الدفاع للمصطلحات العسكرية والمرتبطة بها (للقراءة على الشبكة)